# Canadian Charter of Rights and Freedoms

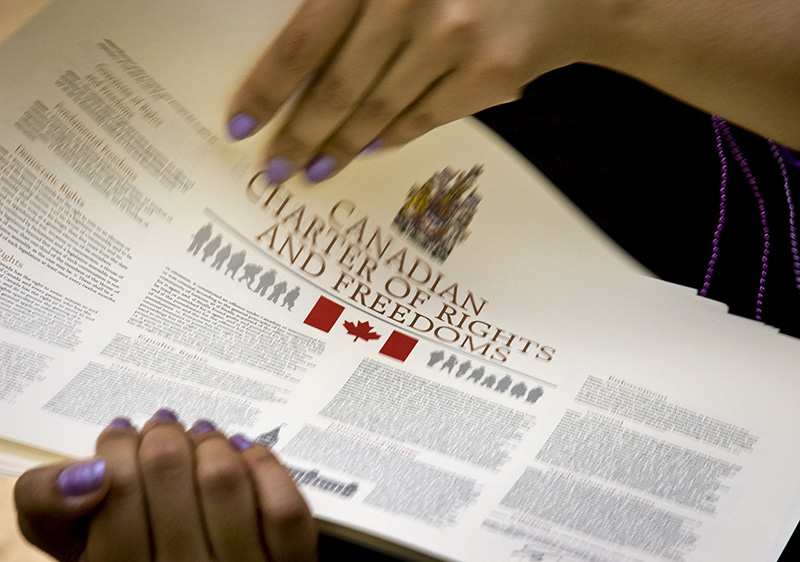
Tryckt version av Canadian Charter of Rights and Freedoms.

Canadian Charter of Rights and Freedoms (engelska, även kallad The Charter of Rights and Freedoms eller bara Charter) eller La Charte canadienne des droits et libertés (franska) är en förteckning över medborgerliga rättigheter och en del av Kanadas konstitution. Den utgör första delen av Constitution Act, 1982. Lagen gavs kunglig sanktion av Drottning Elizabeth II i Ottawa den 17 april 1982.